# Петина
Петѝна (на италиански: Petina; на неаполитански: Appetina, Апътина) е село и община в Южна Италия, провинция Салерно, регион Кампания. Разположено е на 649 m надморска височина. Населението на общината е 1214 души (към 2010 г.).